# 喜氣洋溢
喜氣洋溢，是日本純種競賽馬匹。生涯主要出戰中距離賽事，曾於2017年勝出美國賽馬會盃。

## 出賽前
2012年3月29日出生於北海道白老町白老牧場，成長途中於一口馬主俱樂部G1 Racing Co. Ltd.進行馬主募集。
其後交由美浦訓練中心練馬師國枝榮訓練。

## 競賽生涯

### 2歲
2014年7月6日出戰福島競馬場2歲新馬戰，保持於後方位置下於比賽途中逐步爬升，雖然於直路跑出全場最快末腳，但最終仍然以第二的戰績完賽。
其後出戰2歲未勝利戰再度取得第二，休養過後於11月再一次出戰2歲未勝利戰，保持於後方位置等待時機下瞬間衝出，最終奪得首勝。
12月28日挑戰二級賽希望錦標，但於直路途中未能由中後方位置衝出突破，最終沉沒之下以第七落敗。

### 3歲
2015年於首戰海鷗賞中以不俗的姿態跑獲一席第二後，繼續出戰條件戰大寒櫻賞，並於其中成功於最後直路超越前方領先的蘭德勒舞取得勝利。
其後出戰二級賽青葉賞，比賽初段保持中團位置推進並維持穩定節奏，於通過對面直路時逐步加速前進。進入直路後，其於中檔位置展開衝刺並漸漸蠶食前方的對手，可惜最終仍然被外檔勢頭凌厲的疾風之夢超越，不敵對手之下以1/2馬位落敗。
其後以優先出賽權的方式出戰東京優駿（有馬紀念），但無法發揮表現下以第七完賽。
進入秋季後仍然維持穩定的表現但始終無法奪得勝利，出戰聖烈特紀念及菊花賞分別以第六及第四完賽。

### 4歲
進入2016年後，陣營於上半年為其安排大長途戰線作為目標，於2月出戰鑽石錦標，並於其中取得第四的戰績。
其後出戰阪神大賞典，比賽初段選擇前置戰術下保持於第六左右的位置，於最後彎道稍為向前推進進佔第四。進入直路後，其繼續保持速度於中檔位置突進，可惜前半段被一同衝出的高尚駿逸壓制下未能阻止對方帶離，最終以2 1/2馬位的差距落敗收場。
5月1日出戰大目標春季天皇賞，本次比賽選擇後上戰術下一直維持於約莫第十四的位置等待時機，直到最後彎道仍未有動作。進入直路後，其以優秀的反應又外檔位置衝出，最終跑出絕佳的末腳速度下僅敗於北部玄駒、機伶迷宮及高尚駿逸取得第四。
完成春季天皇賞後，陣營其安排進入休養，於下半年未有出戰任何賽事。

### 5歲
2017年於休養8個半月後出戰美國賽馬會盃，賽前因長期未出戰賽事而獲得第七人氣。比賽開始後，其選擇於中團有遮擋的位置展開推進，於對面直路開始抽出外檔變奏加速，通過第三彎道時處於第六的位置，而於最後彎道甚至來到前三。進入直路後，其憑借提早加速的動作取得望空優勢，及後繼續於所在位置衝刺下逐步和一同衝出的Seewind帶離對手，並於壓制對手的情況下率先衝線取得首個分級賽冠軍，亦令鞍上的騎師蛯名正義成為繼岡部幸雄及武豐後再一位連續26年贏得分級賽的騎師。
贏得美國賽馬會盃後原定以春季天皇賞作為目標，但被檢查出骨瘤下選擇避戰並進入休養。
進入秋季後出戰產經賞作為復出戰，於中團靠前位置推進下在直路逐步透出，最終僅敗於薑味烈酒及善得福取得季軍。
其後因左後腳不適避戰日本盃，其後更查明為出現屈折的情況，因而進入長期休養，最終直接跳過6歲的生涯

### 7歲
進入2019年，其原定於8月出戰時隔1年10個月的賽事並以札幌日經公開賽作為目標。但於7月3日的訓練途中左後腳第三中腳骨及第一趾骨發生骨折，最終被施以安樂死，享年7歲。

### 詳細賽績
| 日期       | 舉辦國家 | 馬場 | 距離   | 級別 | 賽事名稱     | 負重 | 騎師     | 馬號 | 出馬 | 名次 | 時間   | 頭馬（二馬）           |
| ---------- | -------- | ---- | ------ | ---- | ------------ | ---- | -------- | ---- | ---- | ---- | ------ | ---------------------- |
| 6/7/2014   | 日本     | 福島 | 草1800 |      | 2歲新馬      | 54   | 北村宏司 | 9    | 16   | 2    | 1:51.4 | Forward Cafe           |
| 2/8/2014   | 日本     | 新潟 | 草1600 |      | 2歲未勝利    | 54   | 北村宏司 | 16   | 18   | 2    | 1:34.7 | Dear Concerto          |
| 29/11/2014 | 日本     | 東京 | 草2000 |      | 2歲未勝利    | 55   | 三浦皇成 | 12   | 16   | 1    | 2:02.0 | （Here Comes the Sun） |
| 28/12/2014 | 日本     | 中山 | 草2000 | GII  | 希望錦標     | 55   | 三浦皇成 | 1    | 17   | 7    | 2:02.4 | 光亮利驥               |
| 7/2/2015   | 日本     | 東京 | 草2400 | 5下  | 海鷗賞       | 56   | 蛯名正義 | 12   | 15   | 2    | 2.30.7 | 海島星空               |
| 28/3/2015  | 日本     | 中京 | 草2200 | 5下  | 大寒彥花賞   | 56   | 吉田隼人 | 2    | 10   | 1    | 2:14.9 | （蘭德勒舞）           |
| 2/5/2015   | 日本     | 東京 | 草2400 | GII  | 青葉賞       | 56   | 蛯名正義 | 3    | 18   | 2    | 2:27.0 | 疾風之夢               |
| 31/5/2015  | 日本     | 東京 | 草2400 | GI   | 東京優駿     | 57   | 蛯名正義 | 2    | 18   | 7    | 2:24.0 | 大鳴大放               |
| 21/9/2015  | 日本     | 中山 | 草2200 | GII  | 聖烈特紀念   | 56   | 蛯名正義 | 10   | 15   | 6    | 2:14.0 | 北部玄駒               |
| 25/10/2015 | 日本     | 京都 | 草3000 | GI   | 菊花賞       | 57   | 蛯名正義 | 3    | 18   | 4    | 3:04.2 | 北部玄駒               |
| 20/2/2016  | 日本     | 東京 | 草3400 | GIII | 鑽石錦標     | 55   | 蛯名正義 | 7    | 16   | 4    | 3:39.5 | Twinkle                |
| 20/3/2016  | 日本     | 阪神 | 草3000 | GII  | 阪神大賞典   | 55   | 蛯名正義 | 6    | 11   | 2    | 3:06.2 | 高尚駿逸               |
| 1/5/2016   | 日本     | 京都 | 草3200 | GI   | 春季天皇賞   | 58   | 蛯名正義 | 11   | 18   | 4    | 3:15.6 | 北部玄駒               |
| 22/1/2017  | 日本     | 中山 | 草2200 | GII  | 美國賽馬會盃 | 56   | 蛯名正義 | 8    | 17   | 1    | 2:11.9 | （Seewind）            |
| 24/9/2017  | 日本     | 中山 | 草2200 | GII  | 產經賞       | 57   | 蛯名正義 | 9    | 17   | 3    | 2:13.9 | 薑味烈酒               |

## 血統簡介
父系荒漠英雄爲日本賽駒，生涯戰績優秀，曾於2004年奪得秋季古馬三冠。祖父週日寧靜是美國三冠賽雙軍馬，退役後在日本配種，在日本馬壇相當成功，贏得多項分級賽事，其子嗣贏得巨額獎金。
母系Tanta Suerte為智利賽駒，曾勝出當地一級賽Arturo Lyon Pena錦標。外祖父Stuka為美國賽駒，生涯戰績優秀，曾勝出一級賽聖雅尼塔讓賽，亦於一級賽荷李活未來錦標中取得亞軍。

### 血統表
| 父線：週日寧靜系（Halo系）           |                              |                    |                 |
| 種馬 荒漠英雄 2000年（深棗色）       | 週日寧靜 1986年（棕色）      | Halo               | Hail to Reason  |
| 種馬 荒漠英雄 2000年（深棗色）       | 週日寧靜 1986年（棕色）      | Halo               | Cosmah          |
| 種馬 荒漠英雄 2000年（深棗色）       | 週日寧靜 1986年（棕色）      | Wishing Well       | Understanding   |
| 種馬 荒漠英雄 2000年（深棗色）       | 週日寧靜 1986年（棕色）      | Wishing Well       | Mountain Flower |
| 種馬 荒漠英雄 2000年（深棗色）       | Roamin Rachel 1990年（棗色） | Mining             | 淘金者          |
| 種馬 荒漠英雄 2000年（深棗色）       | Roamin Rachel 1990年（棗色） | Mining             | I Pass          |
| 種馬 荒漠英雄 2000年（深棗色）       | Roamin Rachel 1990年（棗色） | One Smart Lady     | Clever Trick    |
| 種馬 荒漠英雄 2000年（深棗色）       | Roamin Rachel 1990年（棗色） | One Smart Lady     | Pia's Lady      |
| 繁殖雌馬 Tanta Suerte 2002年（栗色） | Stuka 1990年（栗色）         | Jade Hunter        | 淘金者          |
| 繁殖雌馬 Tanta Suerte 2002年（栗色） | Stuka 1990年（栗色）         | Jade Hunter        | Jadana          |
| 繁殖雌馬 Tanta Suerte 2002年（栗色） | Stuka 1990年（栗色）         | Cearleon's Success | Cearleon        |
| 繁殖雌馬 Tanta Suerte 2002年（栗色） | Stuka 1990年（栗色）         | Cearleon's Success | Sound of Sucess |
| 繁殖雌馬 Tanta Suerte 2002年（栗色） | Trapial 1995年（栗色）       | Stagecraft         | 鞍匠井          |
| 繁殖雌馬 Tanta Suerte 2002年（栗色） | Trapial 1995年（栗色）       | Stagecraft         | Bella Colora    |
| 繁殖雌馬 Tanta Suerte 2002年（栗色） | Trapial 1995年（栗色）       | Mocita Sabia       | Mocito Guapo    |
| 繁殖雌馬 Tanta Suerte 2002年（栗色） | Trapial 1995年（栗色）       | Mocita Sabia       | Semifusa        |
| 雌系：號族：16-e                     |                              |                    |                 |
| 五代內近親交配：淘金者 4×4           |                              |                    |                 |

## 命名由來
名字Tanta Alegria（タンタアレグリア）於西班牙語中有歡喜的意思，繼承自母系Tanta Suerte之名字，香港則採「喜氣洋溢」作為翻譯。

## 外部連結
- 喜氣洋溢 netkeiba.com （页面存档备份，存于）
- 血統表 （页面存档备份，存于）